# 衡山萱洲国家湿地公园
衡山萱洲国家湿地公园，位于湖南省衡阳市衡山县和衡东县境内。

## 范围
衡山萱洲国家湿地公园规划总面积占地2740公顷，范围涉及衡山、衡东两个县共5个乡镇50个村。

## 生态
衡山萱洲国家湿地公园位于湖南两条鸟类迁徙通道的交接处，已经发现琵鹭、小白鹭、灰头麦鸡、翠鸟、苍鹭、白头翁等85种鸟类，其中3种列入近危级别，国家二级保护动物9种。
2016年10月27日，公园工作人员在日常监测中发现4只中华秋沙鸭，为国家一级保护动物。

## 公园建设
衡山萱洲国家湿地公园于2014年12月31日被国家林业局批准成为国家湿地公园试点。
2017年，衡山县政府十三届二次常务会议召开，会议原则同意出台《湖南衡山萱洲国家湿地公园保护管理办法》，要求高度重视萱洲国家湿地公园试点建设工作。
衡阳市人大代表李兰英建议，要将萱洲国家湿地公园等衡山县的旅游资源和南岳区的旅游胜地衡山有效整合，优势互补。

## 旅游活动
2016年，衡山萱洲国家湿地公园举行首届摄影大奖赛，以“打造绿色河流廊道，推进生态文明建设”为主题。